# Bill Garnett
William "Bill" Patrick Garnett (nacido el 22 de abril de 1960 en Kansas City, Misuri)  es un exjugador de baloncesto estadounidense que jugó en 4 temporadas de la NBA, además de hacerlo en la liga italiana. Con 2,06 metros de altura, lo hacía en la posición de ala-pívot.

## Trayectoria deportiva

### Universidad
Jugó durante cuatro temporadas con los Cowboys de la Universidad de Wyoming, en las que promedió 13,9 puntos y 7,3 rebotes por partido. En su última temporada llevó a su equipo a conseguir el título de la Western Athletic Conference, llegando a segunda ronda del Torneo de la NCAA, siendo elegido como Jugador del Año de la conferencia.

### Profesional
Fue elegido en la cuarta posición del Draft de la NBA de 1982 por Dallas Mavericks, con los que firmó un contrato por cinco temporadas. pero donde jugó sólo dos temporadas, como suplente de Pat Cummings. Su mejor temporada fue la primera, en la que promedió 6,3 puntos y 5,4 rebotes por partido.
Antes del comienzo de la temporada 1984-85 fue traspasado a Indiana Pacers junto con Terence Stansbury a cambio de una primera ronda del draft del 90. Allí jugó dos temporadas más, saliendo siempre desde el banquillo, disfrutando de poco más de 15 minutos por partido.
En 1986 se fue a jugar a la liga italiana, donde jugó tres temporadas en tres equipos diferentes. Su mejor campaña fue la 1987-88, en el Yoga Bologna, donde promedió 15,6 puntos y 10,1 rebotes por partido.

## Estadísticas de su carrera en la NBA

### Temporada regular
| Temporada | Edad | Equipo           | Liga | P   | TIT | MIN  | TC  | TCA | %TC  | 3P  | 3PA | %3P  | TL  | TLA | %TL  | R.OF. | R.DEF. | REB | ASIS | ROB | TAP | PER | FP  | PTS |
| 1982-83   | 22   | Dallas Mavericks | NBA  | 75  | 13  | 18.8 | 2.3 | 4.3 | .533 | 0.0 | 0.0 | .000 | 1.7 | 2.3 | .741 | 1.9   | 3.5    | 5.4 | 1.4  | 0.6 | 0.9 | 1.1 | 3.3 | 6.3 |
| 1983-84   | 23   | Dallas Mavericks | NBA  | 80  | 34  | 19.1 | 1.8 | 3.7 | .472 | 0.0 | 0.0 | .000 | 1.6 | 2.2 | .733 | 1.5   | 2.6    | 4.1 | 1.6  | 0.6 | 0.8 | 0.9 | 2.7 | 5.1 |
| 1984-85   | 24   | Indiana Pacers   | NBA  | 65  | 13  | 17.3 | 2.3 | 4.8 | .481 | 0.0 | 0.0 | .000 | 1.8 | 2.7 | .690 | 1.5   | 2.9    | 4.4 | 1.0  | 0.4 | 0.2 | 1.4 | 3.0 | 6.4 |
| 1985-86   | 25   | Indiana Pacers   | NBA  | 80  | 2   | 15.0 | 1.4 | 3.0 | .469 | 0.0 | 0.0 | .000 | 1.5 | 2.0 | .716 | 1.3   | 2.1    | 3.4 | 1.2  | 0.5 | 0.3 | 1.1 | 2.2 | 4.3 |
| Total     |      |                  | NBA  | 300 | 62  | 17.5 | 1.9 | 3.9 | .490 | 0.0 | 0.0 | .000 | 1.6 | 2.3 | .720 | 1.6   | 2.8    | 4.3 | 1.3  | 0.5 | 0.6 | 1.1 | 2.8 | 5.5 |

### Playoffs
| Temporada | Edad | Equipo           | Liga | P | MIN | TCA | TC | 3PA | 3P | TLA | TL | R.OF. | REB | ASIS | ROB | TAP | PER | FP | PTS | %TC  | %3P   | %FT  | MIN | PTS | REB | AST |
| 1983-84   | 23   | Dallas Mavericks | NBA  | 8 | 74  | 15  | 30 | 1   | 1  | 7   | 8  | 10    | 22  | 4    | 0   | 2   | 1   | 10 | 38  | .500 | 1.000 | .875 | 9.3 | 4.8 | 2.8 | 0.5 |
| Total     |      |                  | NBA  | 8 | 74  | 15  | 30 | 1   | 1  | 7   | 8  | 10    | 22  | 4    | 0   | 2   | 1   | 10 | 38  | .500 | 1.000 | .875 | 9.3 | 4.8 | 2.8 | 0.5 |